# Pocket Rockers

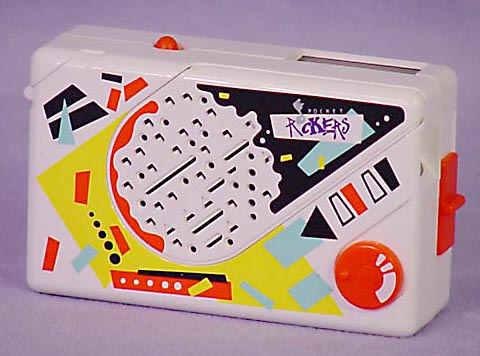
Wiedergabegerät Pocket Rocker

Pocket Rockers war ein Markenname für Musikwiedergabegeräte der späten 1980er Jahre von Fisher-Price, deren Marktsegment auf Grundschüler ausgerichtet war. Die Minikassetten – eine 2-Spur-Mono-Miniaturvariante der 8-Spur-Kassette, jede mit zwei Musiktiteln vorbespielt – wurden ausschließlich von Fisher-Price selbst angeboten und umfassten diverse Popstars, darunter Bon Jovi, Whitney Houston, The Bangles, Tiffany und Debbie Gibson. Eher als ein Mode-Accessoire als ein Musikabspielgerät ausgelegt, waren sie ein jugendlicher Fimmel, der aus so manchem Klassenzimmer verbannt wurde.
Die Werbung nutzte die Melodie des Songs Down on the Corner von Creedence Clearwater Revival.
Die Produktion der Pocket Rockers wurde 1991 eingestellt, nachdem die Verkaufszahlen stark zurückgegangen waren. Heute sind die Geräte und Kassetten begehrte Sammlerobjekte.

## Technik
In der Pocket-Rockers-Kassette wird das gleiche 3,81 mm (0,150″) Band wie in der Kompaktkassette in der gleichen Bandgeschwindigkeit von 1⅞ IPS benutzt. Die oberen beiden Spuren werden für die beiden Titel pro Kassette sind monophon bespielt, womit das in eine Compact Cassette gespulte Band rückwärts abgespielt wird. Die zwei verbleibenden Spuren werden nicht benutzt. Der Tonkopf im Gerät ist ein umgekehrt montierter Tonkopf eines Kassettenspielers. Der Bandantrieb der Endloskassette nach der Technik von Bernard Cousino erfolgt über einen riemengetriebenen Capstan.

## Damals verfügbare Künstler und Musikstücke
| Interpret / Gruppe            | Lieder |
| ----------------------------- | --- |
| Bananarama                    | I Heard a Rumour |
| The Bangles                   | Walk Like an Egyptian / Manic Monday                                                                                 |
| Beastie Boys                  | (You Gotta) Fight for Your Right (To Party!)                                                                         |
| Bill Haley & His Comets       | Rock Around the Clock / Shake, Rattle and Roll                                                                       |
| Bon Jovi                      | Livin’ on a Prayer / Runaway Wanted Dead or Alive / You Give Love a Bad Name                                         |
| Breakfast Club                | Right on Track / Kiss and Tell                                                                                       |
| Belinda Carlisle              | Heaven Is a Place on Earth / I Get Weak                                                                              |
| The Champs                    | Tequila |
| Phil Collins                  | Sussudio / Don’t Lose My Number                                                                                      |
| Cutting Crew                  | (I Just) Died In Your Arms / I've Been In Love Before                                                                |
| Taylor Dayne                  | Prove Your Love / Tell It to My Heart                                                                                |
| The Fat Boys                  | Wipe Out / Rock Ruling                                                                                               |
| Genesis                       | The Last Domino / Invisible Touch                                                                                    |
| Debbie Gibson                 | Shake Your Love / Only in My Dreams                                                                                  |
| Jan Hammer + Glenn Frey       | Miami Vice Theme / The Heat Is On                                                                                    |
| Whitney Houston               | How Will I Know / The Greatest Love of All I Wanna Dance with Somebody (Who Loves Me) / So Emotional                 |
| Michael Jackson               | Bad / Beat It Wanna Be Startin’ Somethin’ / Another Part of Me                                                       |
| The Jets                      | Cross My Broken Heart / You Got It All Make It Real / I Do You                                                       |
| Huey Lewis and the News       | Doing It All for My Baby / The Power of Love Hip to Be Square / The Heart of Rock & Roll                             |
| Kenny Loggins                 | Footloose / Danger Zone                                                                                              |
| Los Lobos                     | La Bamba / Tequila                                                                                                   |
| Madonna                       | Who’s That Girl? / Material Girl                                                                                     |
| Mike + The Mechanics          | All I Need Is a Miracle / You Are The One                                                                            |
| Ray Parker, Jr. + The Monkees | Ghostbusters / (Theme From) The Monkees                                                                              |
| David Lee Roth                | California Girls |
| Bruce Springsteen             | Born in the U.S.A. / Pink Cadillac                                                                                   |
| Tears for Fears               | Shout / Everybody Wants to Rule the World                                                                            |
| Tiffany                       | All This Time / Radio Romance I Saw Him Standing There / Feelings of Forever I Think We’re Alone Now / Could’ve Been |
| T’Pau                         | Heart and Soul / China in Your Hand                                                                                  |
| Wham!                         | Wake Me Up Before You Go-Go                                                                                          |
| Kim Wilde                     | You Keep Me Hangin’ On / Say You Really Want Me                                                                      |